# Edyta Krzemień
Edyta Krzemień (ur. 24 października 1985 w Bukownie) – polska aktorka i wokalistka teatralno-musicalowa.

## Życiorys
Absolwentka Wydziału Wokalnego Uniwersytetu Muzycznego im. Fryderyka Chopina w Warszawie, Wydziału Wokalnego Państwowej Szkoły Muzycznej II stopnia im. W. Żeleńskiego w Krakowie oraz Wydziału Dziennikarstwa i Komunikacji Społecznej Uniwersytetu Jagiellońskiego w Krakowie.
W latach 2005–2007 należała do grupy teatralnej De Oriunde. Wystąpiła w roli Fleur-de-Lys w musicalu Dzwonnik z Notre Dame (reż. Weronika Graboń).
W latach 2007–2013 występowała w spektaklach Teatru Muzycznego „Roma”, wystąpiła m.in. jako Christine Daaé w Upiorze w operze (reż. Wojciech Kępczyński).
W latach 2009–2011 grała Esmeraldę w widowisku muzycznym Notre Dame l’histoire wystawianym w stołecznej Sali Kongresowej. W latach 2012–2013 występowała jako Johanna w musicalu Sweeney Todd (reż. Andrzej Bubień) w Teatrze Rozrywki w Chorzowie oraz jako Kala w musicalu Tarzan (reż. Tomasz Dutkiewicz) wystawianym przez Gliwicki Teatr Muzyczny na scenie Domu Muzyki i Tańca w Zabrzu.
Od maja 2013 występowała jako Christine Daaé w Upiorze w operze (reż. Wojciech Kępczyński) na scenie Opery i Filharmonii Podlaskiej. W 2014 dołączyła do obsady musicalu Jekyll & Hyde (reż. Sebastian Gonciarz) w Teatrze Muzycznym w Poznaniu, odgrywając rolę Emmy Carew. Ponadto grała Molly w musicalu Ghost (reż. Tomasz Dutkiewicz) w Teatrze Muzycznym im. Danuty Baduszkowej w Gdyni. W czerwcu 2019 premierowo wystąpiła jako Ellen w musicalu Miss Saigon (reż. Zbigniew Macias) w Teatrze Muzycznym w Łodzi.

## Teatr

### Teatr Muzyczny Roma
| Tytuł                | Rola | Rok                           | Reżyser             |
| -------------------- | --- | ----------------------------- | ------------------- |
| Akademia pana Kleksa | zespół wokalny | 2007                          | Wojciech Kępczyński |
| Upiór w operze       | Christine Daaé, zespół wokalny                                                                                            | 29 marca 2008 – czerwiec 2010 | Wojciech Kępczyński |
| Najlepsze z Romy     | Christine Daaé, Fantyna, Grizabella (Koty), Kim (Miss Saigon)                                                             | 2010                          | Sebastian Gonciarz  |
| Les Misérables       | Fantyna | wrzesień 2010 – maj 2012      | Wojciech Kępczyński |
| Ale Musicale         | Mała Syrenka, Fantyna, Christine Daaé (Upiór w operze, Love Never Dies), Emma Carew (Jekyll & Hyde), Dżasmina (Aladyn JR) | od listopada 2013             | Sebastian Gonciarz  |

## Koncerty
- Odyseja muzyczna (styczeń 2009) zorganizowany przez Towarzystwo Straussowskie i Uniwersytet Jagielloński
- Broadway Street (2012−2013) w Teatrze Rampa
- Musicale Symfonicznie podczas 47. Festiwalu im. Jana Kiepury w Krynicy
- My pierwsza Brygada (2013) - koncert Symfoniczny pod dyr. Sławomira Chrzanowskiego, Muzyki Polskiej XX wieku z okazji Święta Niepodległości Państwa Polskiego
- Magia musicalu (2013–2015) - koncert współtworzony wraz z Januszem Krucińskim (wokal) i Arturem Zielińskim (piano)
- Symphony The Best (od 2012) - współpraca z Polską Orkiestrą Muzyki Filmowej
- Gospel for Christmas (2014)
- The Best Of Sir Andrew Lloyd Webber (od 2015) w Teatrze Rampa

## Dyskografia
- Królewna Śnieżka i siedmiu krasnoludków - soundtrack[5]
- płyta z muzyką do musicalu Upiór w operze – bonus CD - premiera 14 listopada 2008 – partia Christine Daaé (utwory: Upiór w Operze (The Phantom of the Opera - duet z Tomaszem Steciukiem) i Szkoda, że cię nie ma (Wishing You Were Somehow Here Again))
- płyta z muzyką do musicalu Upiór w operze – premiera 15 listopada 2008 – partia zespołu wokalnego
- niekomercyjne wydanie całego materiału płytowego w obsadzie z Tomaszem Steciukiem (w roli Upiora)
- płyta z muzyką do musicalu Les Misérables – premiera 15 kwietnia 2011 – partia Fantyny[6]
- płyta z muzyką do musicalu Jekyll & Hyde – premiera 28 czerwca 2015 – partia Emmy Carew
- W poszukiwaniu dróg. Nowe i stare kolędy (muzyka: Zbigniew Preisner, tekst: Ewa Lipska) – premiera 27 listopada 2015

## Dubbing i muzyka filmowa
- 2009: Królewna Śnieżka i siedmiu krasnoludków: Śnieżka (premiera DVD i soundtrack: listopad 2009)[1][5]
- 2011: Król i ja: Anna
- 2011: Kubuś i przyjaciele: zespół wokalny[5]
- 2011: Scooby Doo i Brygada Detektywów: wykonanie piosenki
- 2012: Disney on Ice: Królewna Śnieżka oraz Śpiąca Królewna
- 2012: Kopciuszek: wykonanie piosenki „Kopciuszek”, zespół wokalny
- 2013: Bogini Wiosny z serii Disney Silly Symphonies: Persefona
- 2016: The Lady Yang (reż. Shiqing Cheng) – partie solowe do muzyki autorstwa Zbigniewa Preisnera
- 2024: Wicked: Galinda / Glinda (śpiew)
- 2025: Śnieżka: Dobra Królowa